# Brumano
Brumano é uma comuna italiana da região da Lombardia, província de Bérgamo, com cerca de 86 habitantes. Estende-se por uma área de 8 km², tendo uma densidade populacional de 11 hab/km². Faz fronteira com Erve (LC), Fuipiano Valle Imagna, Lecco (LC), Locatello, Morterone (LC), Rota d'Imagna, Valsecca, Vedeseta.

## Demografia
| Variação demográfica do município entre 1861 e 2011                               |
|                                                                                   |
| Fonte: Istituto Nazionale di Statistica (ISTAT) - Elaboração gráfica da Wikipedia |